# 鄭德崇
鄭德崇（1474年—？），字道夫，山東汶上縣人，民籍，明朝政治人物。

## 生平
弘治十四年辛酉科山东乡试举人，正德六年（1511年），登辛未科会试第一百四十九名，第三甲第六十九名進士。官山西榆次縣知縣，調德清縣。

## 家族
曾祖父鄭禮；祖父鄭林，曾任壽官；父親鄭本，曾任致仕長史。母郭氏。严侍下。弟德新。